# فيلي براون (سياسي)
فيلي براون الابن (بالإنجليزية: Willie Brown, Jr.) (مواليد 20 مارس 1934)، سياسي أمريكي ينتمي إلى الحزب الديمقراطي، شغل منصب عمدة سان فرانسيسكو بين عامي 1996 و2004، ليصبح أول أمريكي أفريقي يتولى هذا المنصب.
نشأ براون في مينولا بولاية تكساس، حيث أكمل دراسته الثانوية، ثم انتقل إلى سان فرانسيسكو عام 1951. تخرج من جامعة ولاية سان فرانسيسكو عام 1955، وحصل على شهادة الدكتوراه في القانون من كلية الحقوق بجامعة كاليفورنيا هاستينغز عام 1958. عمل بعدها كمحام وشارك في حركة الحقوق المدنية. في عام 1964، انتُخب لعضوية جمعية ولاية كاليفورنيا، حيث أصبح أحد أقوى المشرعين في الولاية واكتسب شهرة واسعة في سان فرانسيسكو. عُرف بدعمه لحقوق المثليين والمثليات، كما برع في إدارة زملائه والحفاظ على انضباط الحزب. شغل منصب رئيس الجمعية التشريعية من 1980 إلى 1995. خلال فترة حكمه الطويلة، كانت سلطاته سببًا في تمرير اقتراح انتخابي يحد من مدد الولاة في عام 1990. تمكن براون رغم الأغلبية الجمهورية الضئيلة من الحفاظ على سيطرته في الجمعية التشريعية حتى نهاية ولايته، ثم قرر الترشح لمنصب عمدة سان فرانسيسكو.
أثناء ولايته كعمدة، شهدت المدينة توسعًا في الميزانية ونموًا ملحوظًا في مشاريع التطوير العقاري والأشغال العامة وتحسين المرافق العامة. ترأس براون فترة ازدهار الاقتصاد التكنولوجي في المدينة، حيث ضمت إدارته عددًا أكبر من الأمريكيين الآسيويين والنساء واللاتينيين والمثليين والأمريكيين الأفارقة مقارنة بالإدارات السابقة. أعيد انتخابه عام 1999، لكن القوانين التي تحد من مدة الولاية منعت ترشحه لفترة ثالثة، وخلفه غافن نيوزوم، تلميذه السياسي. وصفت صحيفة سان فرانسيسكو كرونيكل براون بأنه من أشهر عمداء المدينة، وله شهرة تتجاوز حدودها. تقاعد من السياسة بعد تركه المنصب في 2004، ونشر سيرته الذاتية، واستمر في دعم السياسيين من خلال جمع التبرعات وتقديم المشورة.

## روابط خارجية
- فيلي براون على موقع IMDb (الإنجليزية)
- فيلي براون على موقع الموسوعة البريطانية (الإنجليزية)
- فيلي براون على موقع إن إن دي بي (الإنجليزية)
- فيلي براون على موقع قاعدة بيانات الفيلم (الإنجليزية)